# 李平 (順治進士)
李平（?—?），浙江省紹興府上虞縣人，清朝政治人物，进士出身。

## 生平
顺治十五年（1659年），登进士，選翰林院庶吉士，散館授编修。